# 파라과이군

파라과이군(Fuerzas Armadas de Paraguay)은 파라과이의 군대이다.

## 설명
파라과이는 인구 680만명으로, 홍콩과 인구가 같은 정도의 소국이다. 파라과이 육군, 파라과이 해군, 파라과이 공군을 보유하고 있다. 육군은 25,000명 규모이다. 6개 보병연대, 6개 기병연대로 구성되어 있다.